# Huseyn Shaheed Suhrawardy
Huseyn Shaheed Suhrawardy (urdu: حسین شہید سہروردی; bengalski: হোসেন শহীদ সোহ্রাওয়ার্দী) (ur. 8 września 1892 w Midnapore, zm. 5 grudnia 1963 w Bejrucie) – pakistański lewicowy polityk pochodzenia bengalskiego, jeden z założycieli niepodległego Pakistanu. Piąty w historii premier kraju, swój urząd sprawował od 1956 do 1957 roku, był bliskim współpracownikiem twórcy koncepcji Pakistanu Muhammada Ali Jinnaha i pierwszego premiera państwa, Liaquat Ali Khana.

## Życiorys

### Rodzina, wczesne życie
Urodził się w muzułmańskiej rodzinie w mieście Midnapore w Bengalu Zachodnim, był najmłodszym synem Zahida Suhrawardy, prominentnego sędziego w Najwyższym Sądzie Kalkuty i Khujasthy Akhtar Banu (1874–1919), perskiej uczonej publikującej w języku urdu. Khujastsha była córką znanego pisarza i pedagoga, Ubaidullah Al Ubaidi Suhrawardy, siostrą podpułkownika i doktora, Hassana Suhrawardy i Abdullaha Al-Mamun Suhrawardy, uczonego i adwokata. Starszy brat Huseyna Shaheeda razem z profesorem Ahmedem Alim założył pakistański PEN Club.
Suhrawardy uczył się na Kolegium świętego Ksawerego, gdzie w 1910 roku uzyskał tytuł Bachelor of Science. Po ukończeniu szkoły dostał się na wydział sztuki na Uniwersytecie w Kalkucie. W 1913 roku zdobył tytuł magistra w języku arabskim i stypendium, aby móc kontynuować naukę za granicą. Następnie przeniósł się do Wielkiej Brytanii, podjął tam studia na kolegium świętej Katarzyny na uniwersytecie w Oksfordzie, gdzie otrzymał dyplom BCL w zakresie prawa cywilnego i sprawiedliwości. Po opuszczeni Oksfordu, został powołany do palestry w Inn Graya, a później rozpoczął praktykę na Calcuta Hight Court.
W 1920 roku, Suhrawarda ożenił się z Niazą Fatimą, córką Abdura Rahima, przyszłego ministra w Bengalu w Indiach Brytyjskich i prezesa centralnego zgromadzenia prawodawczego Indii. Suhrawarda i Niaza mieli dwójkę dzieci; Ahmeda Shahab Suhrawardę i Begum Akhtarę Sulaiman (z domu Akhtar Jahan Suhrawardy). Ahmed Suhrawardy zmarł na zapalenie płuc w czasie studiów w Londynie w 1940 roku. Akhtar Sulaiman był żonaty z Shah Ahmed Sulaiman i miał jedno dziecko, Shahaidę Jamil (późniejszą pierwszą pakistańską premier federalną). Shahida Jamil miała dwójkę synów, Zahida Jamila (prawnika w Pakistanie) i Shahida Jamila (prawnika w Londynie). Pierwsza żona Huseyna Shaheeda zmarła w 1922 roku. W 1940 roku, Suhrawarda ożenił się po raz drugi, tym razem jego wybranką była Rosjanka, polskiego pochodzenia, Wiera Aleksandrowa Tiszczenko, aktorka Moskiewskiego Teatru Artystycznego i protegowana Olgi Knipper. Po konwersji na islam, Tiszczenko zmieniła nazwisko na Begum Noor Jehan. Para rozwiodła się w 1951 roku i miała jedno dziecko, Rashida Suhrawardę (Roberta Ashby), aktora (zagrał m.in. Jawaharlala Nehru w filmie Jinnah) zamieszkałego w Londynie. Wiera po rozwodzie zamieszkała w Stanach Zjednoczonych.

#### Wczesna działalność polityczna
Suhrawarda powrócił na subkontynentalne Indie w 1921 roku i podjął się pracy w Sądzie Najwyższym Kalkuty. Początkowo dołączył do Swaraj Party, grupy wewnątrz Indyjskiego Kongresu Narodowego i stał się gorącym zwolennikiem Chittaranjana Dasa. Huseyn Shaheed Suhrawardy odegrał dużą rolę w podpisaniu paktu bengalskiego w 1923 roku. W wieku 31 lat, w 1924 roku, został zastępcą prezydenta Kalkuty i zastępcą lidera partii Swaraj w stanowym parlamencie. Po śmierci Chittaranjana Dasy w 1925 roku, zaczął odcinać się od partii Swaraja i dołączył do Ligi Muzułmańskiej. Pełnił rolę ministra pracy i praw obywatelskich w rządzie Khawaja Nazimuddin. W Bengalskiej Lidze Muzułmańskiej Suhrawarda i Abul Hashim stali na czele frakcji postępowej, przeciwnej wobec konserwatywnego kierownictwa Nazimuddina i Akram Khana.
W 1946 roku, Suhrawardy współtworzył rząd Ligi Muzułmańskiej w Bengalu. Był to wówczas jedyny rząd Ligi w całych Indiach. W tym okresie rosły żądania utworzenia osobnego państwa muzułmańskiego, Pakistanu. Podział Indii na dwa państwa został zaakceptowany w połowie 1947 roku. Indyjski Kongres Narodowy i Hindu Mahasabha, aby uniknąć włączenia większości hinduistycznej w okręgach Pendżabu i Bengalu w muzułmański Pakistan, starali się wyszukać propozycji na którą przystali by indyjscy muzułmanie. Bengalscy nacjonaliści tacy jak Suhrawardy, Sarat Czandra Bose (brat Subhasa Czandry Bose), Kiran Shankar Roy, Abul Hashima, Satya Ranjan Bakshi i Mohammad Ali Chaudhury byli przeciwni podziałowi Bengalu i domagali się utworzenia zjednoczonego i niezależnego państwa bengalskiego. Suhrawardy i Bose chcieli doprowadzić do współpracy i utworzenia rządu Bengalskiej Ligi Muzułmańskiej i bengalskiego Kongresu Narodowego. Na konferencji prasowej, która odbyła się 27 kwietnia 1947 roku w Delhi, Shurawardy ogłosił swój plan zjednoczenia Bengalu, podobne oświadczenie wydał w Kalkucie, 29 kwietnia. Bengalski ruch zjednoczeniowy powstał już w 1905 roku, po podziale przez Brytyjczyków stanu Bengal na mniejsze stany, ujednolicenia Bengalu chciał m.in. bengalski laureat Nagrody Nobla Rabindranath Tagore. Koncepcje te jednak także i w latach 40. XX w., nie przyniosły dużego poparcia.
W 1947 roku, gdy w Bengalu władzę objął Kongres Narodowy, Suhrawardy opuścił tamtejszy rząd. W przeciwieństwie do innych czołowych polityków Ligi, nie opuścił jednak rodzinnych terenów i nie wyjechał do nowo powstałego Pakistanu. Gdy w kraju doszło do zamieszek między hindusami a muzułmanami, Suhrawardy spotkał się z Mahatmą Gandhim, aby przekonać go do zatrzymania politycznej przemocy i uspokojenia nastrojów hindusów w Kalkucie. Suhrawardy powrócił do Dhaki gdzie dołączył do Ligi Muzułmańskiej Awami zorganizowanej przez Muhammada Ali Bogra. W 1950 roku, Suhrawardy uczestniczył w procesie konsolidacji partii Pakistanu Wschodniego. Wraz z czołowymi przywódcami bengalskimi takimi jak Abul Kasem Fazlul Huq i Abdul Hamid Khan Bhashani, utworzył sojusz polityczny pod nazwą Jukta Front. Sojusz zorganizowany przez partię odniósł zwycięstwo w wyborach powszechnych w Pakistanie Wschodnim w 1954 roku. Pod rządami Ali Bogra, Shurawardy pełnił funkcję ministra.

### Premier
W 1956 roku po niespodziewanej rezygnacji Chaudhry Muhammada Alego został mianowany premierem (piątym w historii Pakistanu) przez prezydenta Iskandera Mirzę. Jako premier, Suhrawardy wygłosił radiowe przemówienie w którym obiecał rozwiązać kryzys energetyczny, zmniejszenie różnic ekonomicznych i obiecał narodowi zbudowanie silnej armii będącej w stanie konkurować z Indiami w wyścigu zbrojeń.

#### Pakistan Wschodni i Zachodni
Suhrawardy jako premier odziedziczył polityczne podziały między Ligą Muzułmańską a nowszymi ugrupowaniami, takimi jak Partia Republikańska. Rozłam był spowodowany próbą konsolidacji czterech prowincji Pakistanu Zachodniego w jedną większą prowincję. Reforma ta miała na celu zmniejszenie różnić między Wschodnim a Zachodnim Pakistanem, Pakistan Wschodni był bowiem jedną prowincją. Przeciwne reformom były środowiska Pakistanu Zachodniego, takie jak Liga Muzułmańska. Ostatecznie zachodnie partie nacjonalistyczne i socjalistyczne sprzeciwiły się rządowym planom reformy, a wkrótce Suhrawardy został zmuszony do zakończenia programu. Jako premier, zawiesił działanie Krajowej Komisji Finansowej, zastępując go planami pięcioletnimi. Premier rozpoczął centralizację gospodarek Wschodu i Zachodu Pakistanu, tym samym starał się on rozbić panujące w poszczególnych regionach monopole. Jego reformy w zachodniej części kraju spotkały się z wielkim oporem koncernów, które wspierały prezydenta Iskandera Mirzę pozostającego w opozycji do rządu Ligi Awami. Suhraward wspierając mniejszych inwestorów próbował złagodzić różnicę gospodarcze między częściami kraju. Zawieszenie działalności Krajowej Komisji Finansowej rozzłościło zachodnich nacjonalistów, którzy uznali że rząd faworyzuje Pakistan Wschodni.

#### Obronność i polityka zagraniczna
Suhrawardy, zgodnie z obietnicą, postanowił zbudować militarną potęgę Pakistanu. Zatwierdził nową politykę obronną, rozszerzając obszar okręgów wojskowych i zwiększając zdolność obronną armii pakistańskiej. Na nowego przewodniczącego POF mianował doktora Abdula Hafeeza. W okresie jego rządów doszło do reform wojska i zwiększenia produkcji broni. Gwałtownie wzrosła liczebność sił zbrojnych w Pakistanie Wschodnim, choć ograniczyła się ona do rezerw, a większość sił pozostała w Pakistanie Zachodnim.
W dziedzinie polityki zagranicznej, Suhrawardy ogłosił swoje założenia na pierwszej sesji parlamentu Pakistanu. Suhrawardy opowiadał się za prozachodnim i proamerykańskim kursem. W efekcie uważany jest za jednego z pionierów proamerykańskiego stanowiska w pakistańskiej polityce, które kontynuowane było przez późniejsze rządy. Jako pierwszy pakistański premier odwiedził Chiny w 1957 roku. Przewodził delegacji w skład której wchodził też profesor Ahmed Ali, pierwszy poseł Pakistanu w Chinach (1951-52). Pakistan ustanowił w Pekinie swoją ambasadę i wzmocnił dyplomatyczną przyjaźń między obydwoma krajami, tym samym tworząc drogę do przyszłego sojuszu Pakistanu i ChRL. W czasie jego kadencji, wzmocnione zostały stosunki ze Stanami Zjednoczonymi. W lipcu 1957 roku, prezydent USA, Dwight Eisenhower ustanowił w Pakistanie tajny ośrodek wywiadu w Badaber, 10 mil (16 kilometrów) od Peszawaru. Baza została zamknięta przez rząd USA w 1970 roku, a rząd Zulfikara Ali Bhutto zainstalował tam w 1971 roku, bazę pakistańskich sił specjalnych ISI. Jego prozachodnia polityka, wzbudziła pewne kontrowersje wewnątrz coraz bardziej lewicującej bengalskiej Ligi Awami, jego partyjny rywal Maulana Bhashani, poważnie zagroził jego stanowisku przewodniczącego partii. Mimo silnej pozycji, Maulanie Bhashaniemu nie udało się skonsolidować partii, a wewnątrz Ligi władzę objęli młodsi działacze.

#### Energetyka jądrowa
W latach 50. XX w., Pakistan przeżywał poważny kryzys energetyczny, choć Wschód nie odczuł skutków kryzysu tak poważnie jak Zachód. W kraju dochodziło do wielu protestów i aktów obywatelskiego nieposłuszeństwa. Po objęciu władzy, Suhrawarda postanowił rozwiązać problem energii, poprzez wykorzystanie energetyki atomowej. W 1956 roku, premier ogłosił pierwszy w historii kraju program polityki nuklearnej, który jednak miał objąć jedynie Zachodni Pakistan. W 1956 roku poprzez ustawę parlamentu ustanowiona została Pakistańska Komisja Energii Atomowej (PAEC), działająca wyłącznie na zachodzie kraju. Premier wyrzekł się możliwości rozwijania badań naukowych nad bronią jądrową, po podpisaniu umowy Atoms for Peace. Jako premier zatwierdził nominację doktora Nazira Ahmada jako pierwszego przewodniczącego PAEC. Jako naukowego doradcę rządu powołał Salimuzzamana Siddiquia oraz zobowiązał PAEC do szukania terenów pod budowę elektrowni jądrowych.
Pod kierunkiem Nazira Ahmada Pakistan rozpoczął program energii jądrowej. Premier uczestniczył w utworzeniu instytutu badawczego w Zachodnim Pakistanie, mającego rozwijać technologię niezbędną pod energetykę atomową. Premier odrzucił wniosek przewodniczącego PAEC, Nazira Ahmada o nabycie z Kanady reaktora NRX. Zamiast tego w 1956 roku, zatwierdził decyzję Raziuddina Siddiquia o autoryzacji umowy nabycia reaktora ze Stanów Zjednoczonych. Fizyk teoretyczny, Raziuddin Siddiqui, odrzucał możliwość pracy nad bombą atomową, badając alternatywne wykorzystanie energii jądrowej i ustanawiając badania nad fizyką teoretyczną. Huseyn Shaheed Suhrawardy odegrał dużą rolę w budowie pierwszej elektrowni jądrowej w Karaczi. Po usunięciu Suhrawardy z urzędu, prezydent Ayub Khan zamroził program atomowy, uważając że Pakistan jest zbyt biedny na pracę nad programem. Program atomowy został zawieszony przez reżim wojskowy na ponad dziesięć lat.

#### Rezygnacja
Suhrawarda w obliczu gróźb dymisji, zrezygnował z urzędu w 1957 roku. Przed rezygnacją premier odegrał dużą rolę w formułowaniu konstytucji z 1956 roku. Premier wniósł do konstytucji przepisy dotyczące swobód obywatelskich i liberalnej, parlamentarnej demokracji. Prezydent Iskandar Mirza domagał się ścisłej współpracy Ligi Awami z Ligą Muzułmańską, Mirza tym samym chciał sterować władzą w kraju, czemu próbował oprzeć się Suhrawarda. Prezydent odrzucił prośbę premiera o zwołanie posiedzenie parlamentu. Po znaczącej przegranej w wyniku wewnątrzpartyjnych rozgrywek, Suhrawarda przedstawił prezydentowi Mirzie list, w którym podał się do dymisji.

### Ostatnie lata, śmierć

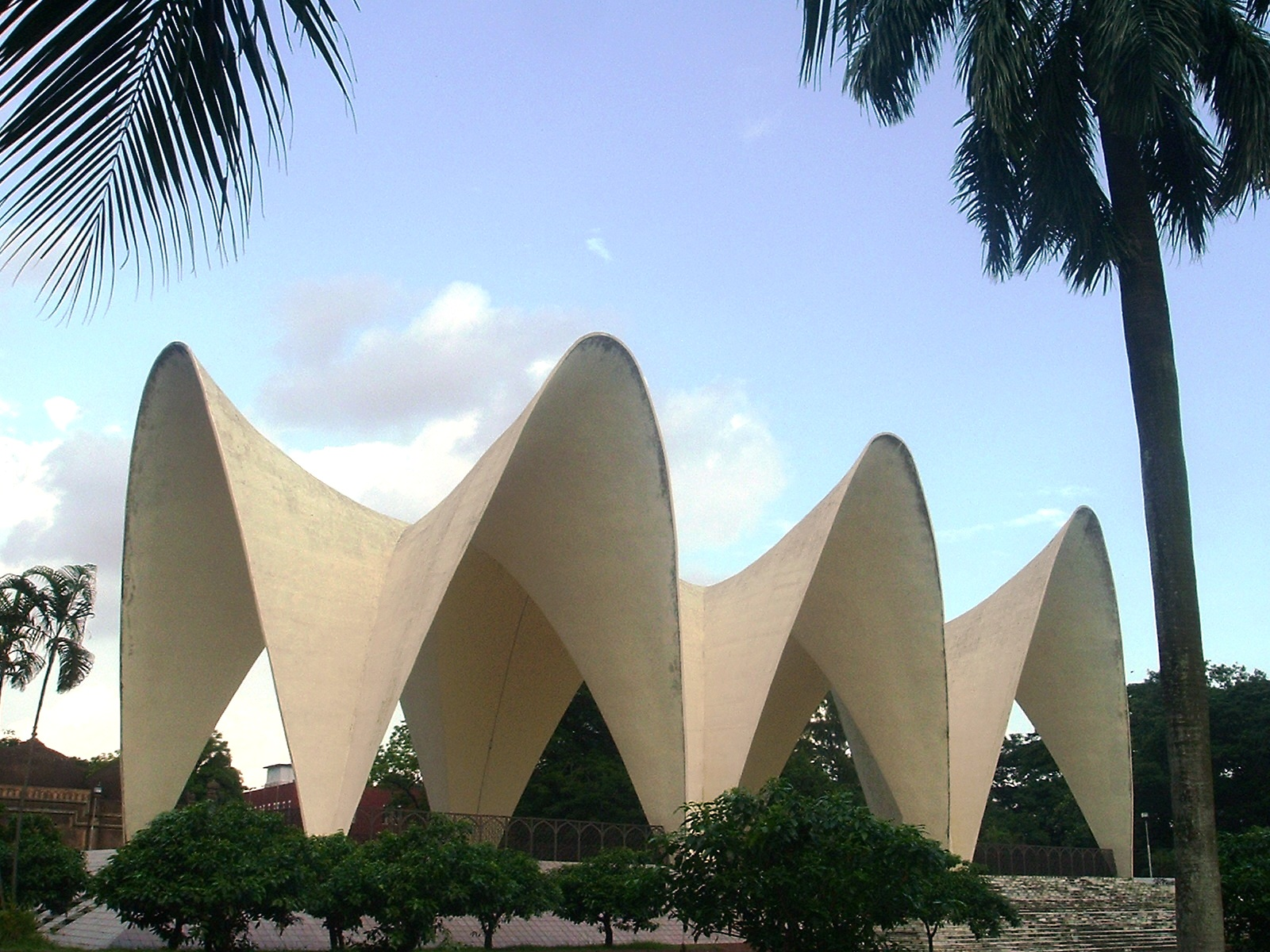
Grób Huseyna Shaheeda Suhrawardy w Dhace

Po tym jak Suhrawarda został odsunięty z kierownictwa przez młodszych działaczy Ligi Awami i Maulana Bhashani, zdecydował się opuścić partię i szukać porozumienia z kręgami prawicowymi (islamskie ugrupowanie Muttahida Majlis-e-Amal). Suhrawarda wraz z narodowo-konserwatywnym Nurul Aminem w 1958 roku, utworzył Narodowy Front Demokratyczny (później Pakistańska Partia Demokratyczna). Ze względu na chorobę, oddał przywództwo w partii Aminowi, a sam został usunięty z polityki po przejęciu władzy przez wojskowy reżim Ayub Khana.
Przewlekle chorował i zmarł w Libanie w 1963 roku z powodu zatrzymania akcji serca. Jego śmierć według oficjalnej wersji była wynikiem powikłań, choć niektórzy twierdzą, że został otruty lub zagazowany. Został pochowany z udziałem olbrzymiego tłumu żałobników w Suhrawardy Udyan w Dhace, we Wschodnim Pakistanie. Uhonorowany został również w Zachodnim Pakistanie, gdzie za zasługi dla demokratyzacji kraju, jego imieniem nazwano główną ulicę w Islamabadzie.